# Station Roman Bridge
Roman Bridge is een spoorwegstation van National Rail in Conwy in Wales. Het station is eigendom van Network Rail en wordt beheerd door Transport for Wales. Het station is een request stop, waar treinen alleen stoppen op verzoek.

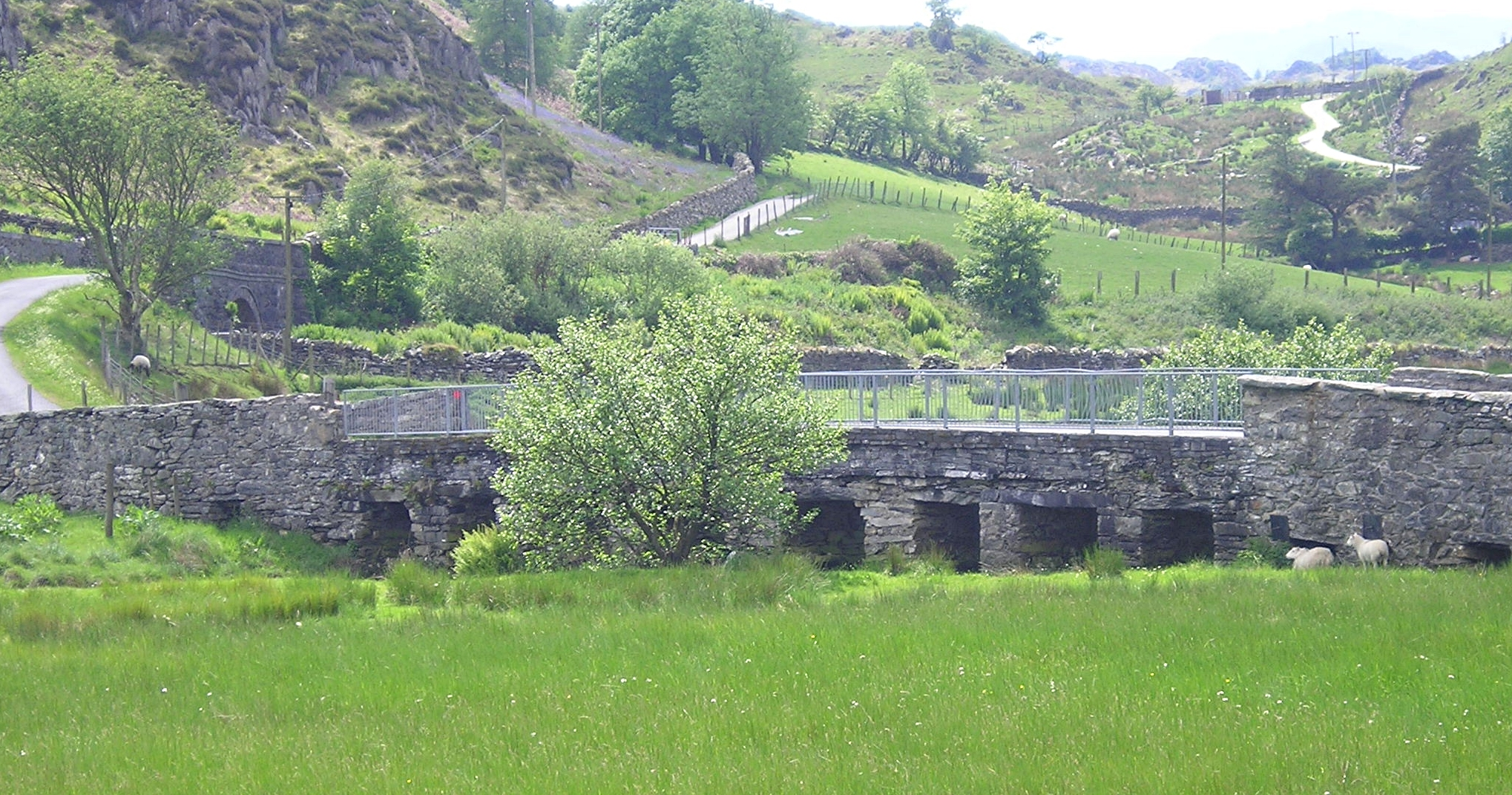
De brug waar het station naar is vernoemd